# Duchcov (przystanek kolejowy)
Duchcov – przystanek kolejowy w Duchcovie, w kraju usteckim, w Czechach. Jest ważnym węzłem kolejowym. Znajduje się na wysokości 235 m n.p.m.
Jest zarządzany przez Správę železnic. Na przystanku znajdują się kasy biletowe, na których istnieje możliwość zakupu biletów na wszystkie pociągi w tym międzynarodowe oraz rezerwacji miejsc.

## Linie kolejowe
- 130 Ústí nad Labem - Chomutov